# РосЛада
«РосЛада» — автосборочное предприятие проектной мощности 50 тыс. автомобилей в год, существовавшее в 1998—2009 гг. в городе Сызрани Самарской области. Осуществляло промышленную сборку автомобилей из автосборочных комплектов. После передачи ПАО «АвтоВАЗ» под контроль группы «Ростехнологии» последняя разорвала отношения с «Группой СОК», которой принадлежало ООО «РосЛада», что привело к банкротству и ликвидации предприятия.

## Деятельность
До 2006 г. «РосЛада» являлась вторым по величине (после ПАО «АвтоВАЗ») производителем автомобилей марки «LADA» в России. Проектный объём выпуска — 50 000 автомобилей в год. Численность персонала — около 1 000 человек. Деятельность организации контролировалась группой «СОК».

### Модельный ряд
На предприятии за время работы выпускалось 7 различных модификаций автомобилей ВАЗ (LADA) моделей 2106, 2104, 2107, 21093 (с карбюраторным, впрысковым и дизельным двигателями).
Хотя завод выпускал те же автомобили, что и «АвтоВАЗ», мобильность и гибкость «РосЛады» позволяло внедрять в хорошо известные автомобили передовые конструктивные и технологические решения:
- специалистами предприятия совместно с заводом «ОСВАР» разработана фара с электрокорректором для ВАЗ-2106;
- совместно с «АвтоВАЗ» создана модификация ВАЗ-2106 с карбюраторным двигателем 1,6 л, выполняющем нормы токсичности Евро-1;
- вместе со специалистами Центрального автополигона НИЦИАМТ (г. Дмитров Московской области) проведены работы по снижению шума автомобилей;
- на 100 % выпускаемых автомобилей с уже с 2001 года устанавливается третий стоп-сигнал, резко снижающий аварийность; изменён алгоритм включения задних противотуманных фонарей на соответствующий европейским требованиям;
- создан уникальный лазерный маркиратор, позволяющий наносить на окрашенный кузов автомобиля его идентификационный номер (код VIN);
- некоторые технологические решения (например, технология загрузки «обитого» кузова LADA Kalina на подвесной конвейер «АВТОВАЗ») проходили практическую обкатку именно на «РосЛаде».

### Объёмы выпуска
- 1998 год — 3 475 шт.
- 1999 год — 24 393 шт.
- 2000 год — 31 668 шт.
- 2001 год — 39 533 шт.
- 2002 год — 42 926 шт.
- 2003 год — 26 519 шт.
- 2004 год — 17 683 шт.
- 2005 год — 22 143 шт.

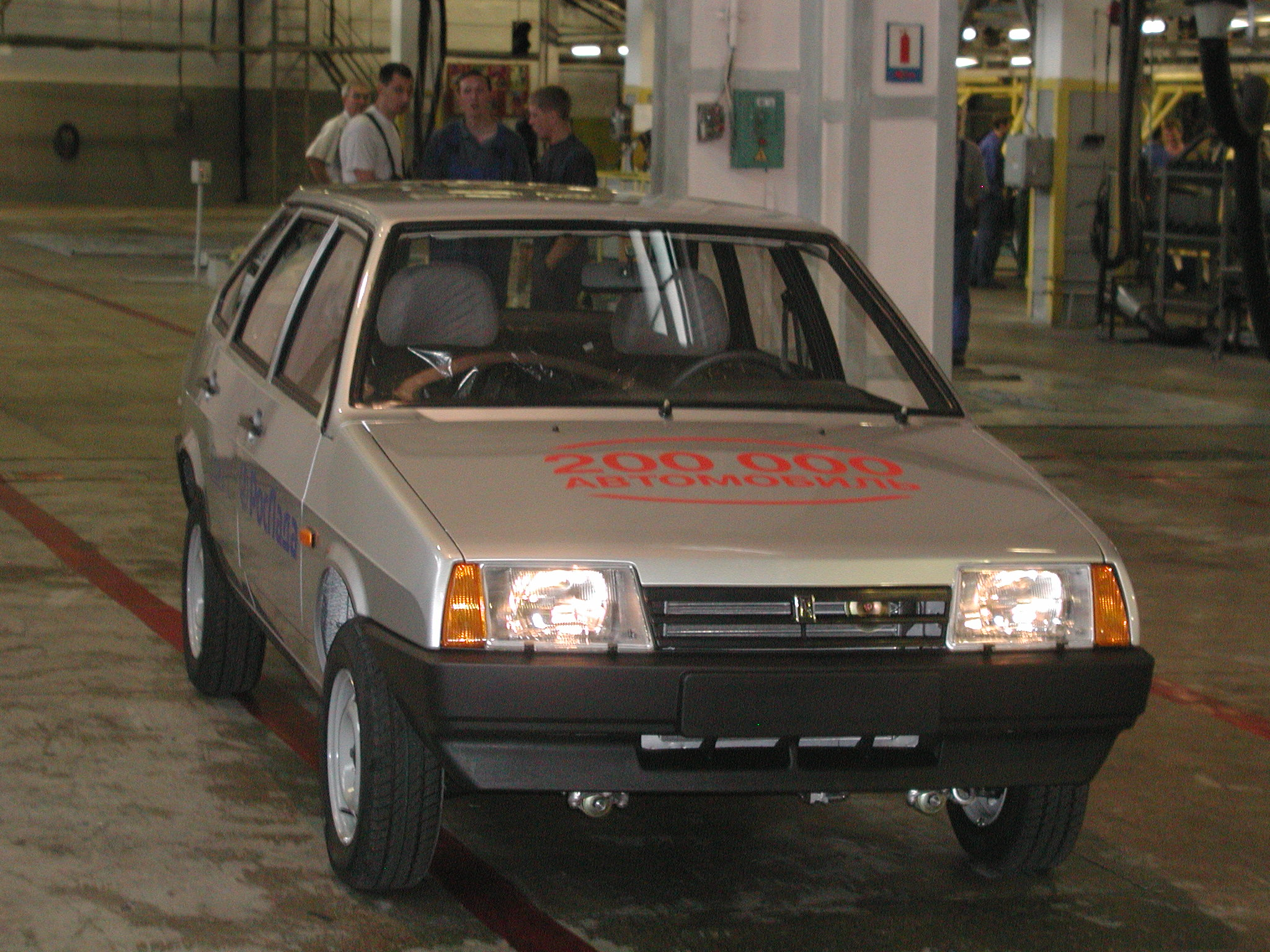
200-тысячный автомобиль завода «РосЛада»

27 июля 2005 года, в день семилетия предприятия, с конвейера «РосЛады» сошёл двухсоттысячный автомобиль. Всего к 1 января 2006 года выпущено 208 340 автомобилей.

### Обслуживание
«РосЛада» имела разветвлённую сеть станций технического обслуживания (СТО), обслуживающих автомобили, выпущенные на предприятии: 87 станций в 58 регионах России, во всех 9 федеральных округах.

## История
«РосЛада» была создана в 1998 году как сборочный завод легковых автомобилей семейства «ВАЗ» с целью разгрузки главного конвейера «АВТОВАЗ». В основу предприятия были положены проектные разработки специалистов «АВТОВАЗ».
Огромную роль в становлении и развитии предприятия сыграли первый генеральный директор М. В. Блохин и его команда: директор по производству Сергей Юрьевич Беднов, директор по качеству Рифат Миннурович Салимгареев, начальник сборочного цеха Владимир Фёдорович Дерячёв, начальник отдела развития Сергей Николаевич Широков.

### Расположение
Выбор местоположения завода был обусловлен несколькими факторами. Город Сызрань — третий по величине город в Самарской области. В городе расположен ряд предприятий, выпускающих комплектующие для сборки автомобилей, в том числе ВАЗ. Учебные заведения города в состоянии обеспечить предприятие квалифицированными кадрами. Сызрань — крупный узел железных, автомобильных дорог и речного транспорта. Кроме того, близость к Тольятти и «АВТОВАЗ» обеспечивает удобство доставки комплектующих.
Был разработан проект производства «полного цикла», включающего сварку и окраску кузовов с последующей сборкой готовых автомобилей. Для размещения производства принято решение не строить новые производственные здания, а переоборудовать уже существующие цеха бывшего СКТБ «Луч» («п/я Г-4329», ныне СКТБ «Пластик») — оборонного предприятия, специализировавшегося на антеннах и радиопрозрачных обтекателях  из композиционных материалов для военки и космоса.

### Особенности производства

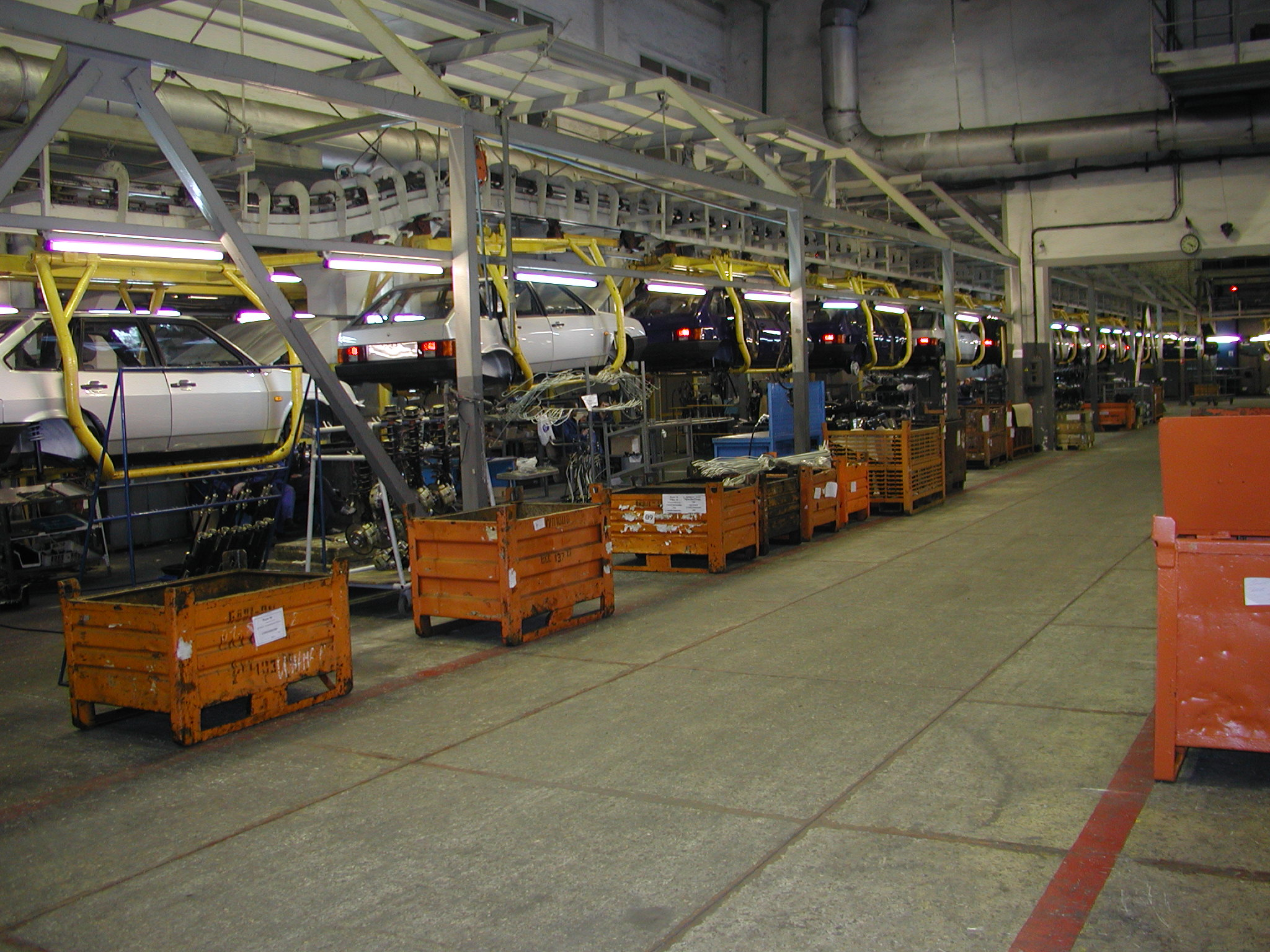
Подвесной конвейер завода «Рослада»

Перед разработчиками стояла задача вписать конвейер и вспомогательные производства (склады, участки подсборок, транспортные линии и т. д.) в габариты уже имеющихся помещений. Именно эти особенности проектирования и определили уникальность сборочного процесса на предприятии: вместо одного «длинного» конвейера, используемого на других автозаводах, на «РосЛаде» существуют два раздельных.
На «напольном» конвейере окрашенный кузов автомобиля подсобирается на тактовых столах до состояния т. н. «первой комплектности». Затем этот «обитый» кузов (с устанавленными стёклами, светотехникой, элементами салона) поступает на подвесной конвейер, где происходит окончательная сборка автомобиля с установкой силового агрегата, подвески, тормозных систем, рулевого управления и т. д.
Передача кузовов и управление конвейерами полностью автоматизированы.

### Этапы развития
Первоначально (в 1998 году) была освоена крупноузловая сборка автомобилей ВАЗ-2106 на стационарных сборочных постах (подъёмниках). Первые автомобили на них были собраны в конце 1998 года. Одновременно велось строительство подвесного конвейера и вспомогательных производств.
В начале 1999 года был смонтирован и запущен участок подвесного толкающего конвейера (узловая сборка автомобиля с «обитого» кузова). К концу 1999 года смонтирована и запущена первая очередь напольного конвейера. «РосЛада» стала полноценным автосборочным заводом с конвейерной сборкой.
В этом же году были собраны первые автомобили ВАЗ-21093 (с карбюраторным двигателем).
В 2000 и 2001 годах производство развивается, вводятся в действие дополнительные ветки напольного конвейера.
К 2002 году завод вышел на проектную мощность. Был снят с производства автомобиль ВАЗ-2106 (выпуск которого передан в город Ижевск на АО «Ижмаш-Авто». Освоена сборка автомобилей ВАЗ-21043, ВАЗ-2107, ВАЗ-21093i (двигатель с системой распределённого впрыска топлива, Euro-2). Осуществлён монтаж автоматического склада кузовов и установки лазерной маркировки кузовов (нанесение VIN-кода изготовителя).
В 2003 году проведена технологическая подготовка производства по сборке автомобиля ВАЗ-21045 с дизельным двигателем. Однако из-за снятия с производства и передачи ВАЗ-2104 в Ижевск и ВАЗ-21093 на Украину «АВТОВАЗ» резко сократил объёмы поставок комплектов на «РосЛаду», что привело к снижению объёмов выпуска.
В 2004—2006 предприятие единственным в России производило карбюраторные ВАЗ-2107 с двигателем 2103 (1,45 л) и ВАЗ-21093-20 с инжекторным двигателем 2111 (1,5 л, Евро-2). В 2005 году начата подготовка производства для выпуска ВАЗ-2107i с двигателем 2104 (1,45 л, Евро-2).

### Завершение производства
Летом 2006 года завод прекратил производство автомобилей, поскольку с новым руководством «АВТОВАЗ» не удалось достигнуть договорённости о поставках кузовов и комплектующих изделий. Завод был законсервирован. На протяжении всего последующего года и по настоящее время[когда?] ведутся переговоры с отечественными и иностранными автопроизводителями о возможности сборки автомобилей. Мобильность и гибкость производства делает возможным быстрый переход к выпуску новых моделей. Кроме того, площади предприятия позволяют развернуть производство не только автомобилей. Рассматриваются варианты по полному перепрофилированию завода.

## «ДжиБиСи Рус»
В 2011 году, на базе ООО «Рослада», было создано ООО «ДжиБиСи Рус». В начале 2014 года предприятие выпустило опытную партию мало- и среднетоннажных грузовиков Jinbei (модели SY1041 и SY1060/SY1090) китайской компании Jinbei Vehicle Manufachturing (входит в холдинг Brilliance China Auto). В организацию производства было инвестировано 10 млн $. Планируемый объём выпуска, после технического перевооружения и реконструкции, — до 20 тыс. автомобилей в год.
В 2014 году на завод пришла партия комплектов для сборки 200 грузовиков. По словам Михаила Блохина, генерального директора компании «ДжиБиСи Рус», которая реализует данный проект, до 2015 г. на «Росладе» планируется собирать по 5 тыс. автомобилей в год. После 2015 г. планируется производить до 20 тыс. грузовиков ежегодно. Кузовные панели, основные узлы и агрегаты заказывают в Китае, а аккумуляторы, шины и элементы пассивной безопасности — у российских производителей. Рама и кабина также производятся в России. На «Росладе» осуществляют сборку, сварку и покраску.